# Parathelphusa sorella
Parathelphusa sorella is een krabbensoort uit de familie van de Gecarcinucidae. De wetenschappelijke naam van de soort is voor het eerst geldig gepubliceerd in 2006 door O. K. S. Chia & Ng.